# Roh
Roh fou el nom donat pels panjabis i els balutxis a la regió del Pakistan entre el sud de la vall del Swat i fins a les muntanyes Sulayman. En aquesta regió van reclutar els sobirans lodis de Delhi la major part dels seus partidaris afganesos. Els afganesos nadius de Roh foren coneguts com a rohilles.